# Asesinato en...

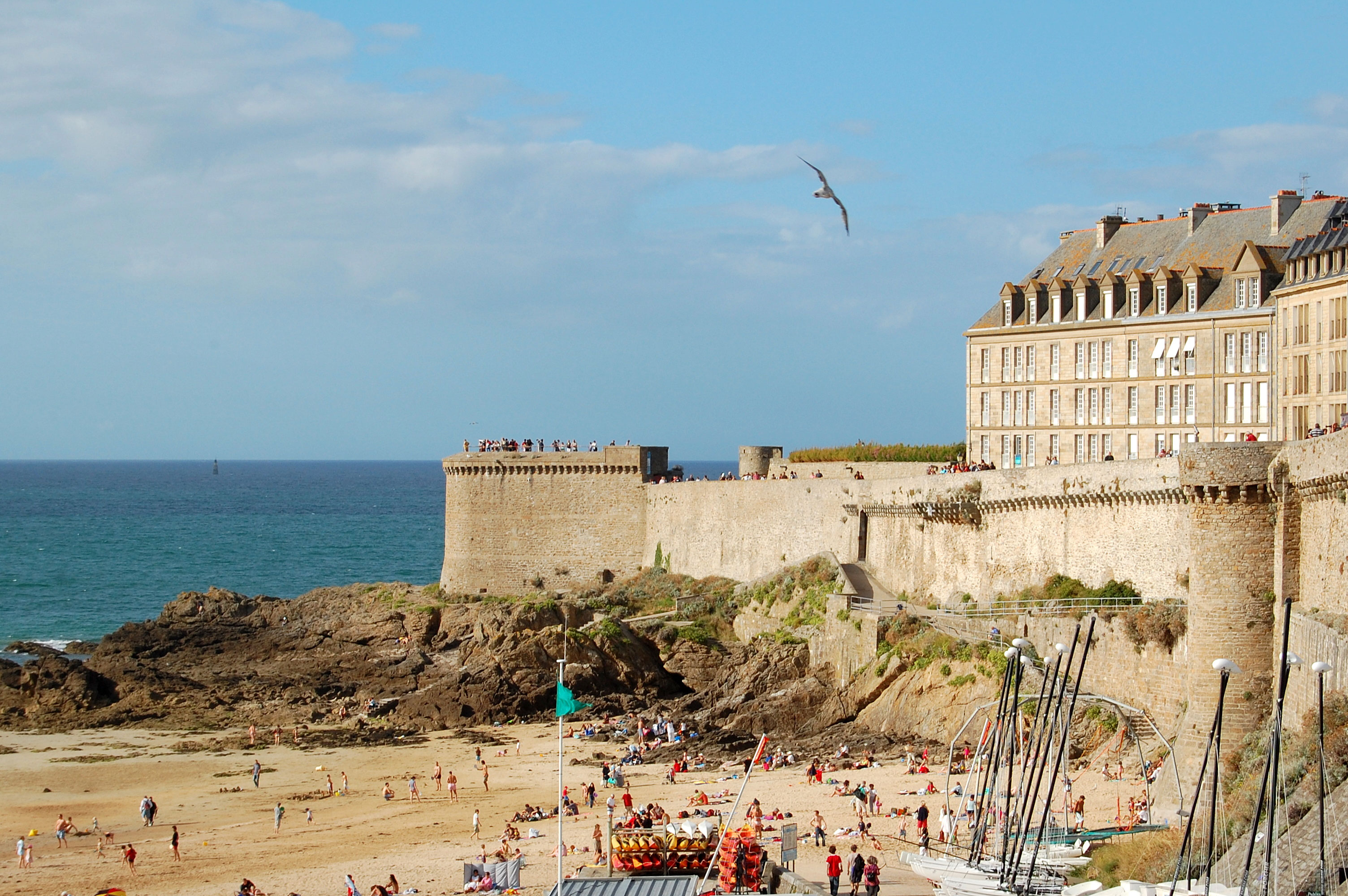
El episodio piloto transcurre en Saint-Malo

Asesinato en... es una serie televisiva francesa. Ha sido emitida desde 2013 en France 3 (Francia). Cada episodio tiene 2 héroes, dos personajes que cambian en cada episodio. La Serie es un éxito enorme  en Francia y uno de los más vistos de la cadena France 3, seguido por una media de 4 millones de espectadores.

## Producción
Tras el éxito del primer episodio la RTBF (televisión belga) se asoció a la producción. La región donde se sitúa la intriga está implicada económicamente dando subvenciones en razón de la publicidad que obtiene. Cada episodio tiene un coste aproximado de 2 millones de euros.

## Temporada 1 (2013-14)

### Episodio 1: Asesinato en Saint-Malo
- Reparto: Louise Monot es la teniente Gwenaëlle Garrec y Bruno Solo es el subteniente Eric Vautier.[1]
- Director: Lionel Bailliu
- Índices: 4.7 espectadores de millones / (17.8% de espectadores) /[2]

### Episodio 2: Asesinato en el País Vasco francés
- Reparto: Antoine Duléry es el comandante Vincent Becker y Claire Borotra es la capitán Marie Daguerre.
- Director: Eric Duret
- Índices: 4.1 espectadores de millones / (17.6% de espectadores) /

### Episodio 3 : Asesinato en Pyla
- Reparto: Dounia Coesens es Élise Castel, Véronique Genest es Carole Castel y Lucie Jeanne es la capitán Angèle Colombani.
- Director: Didier Albert
- Índices: 4.1 espectadores de millones / (18.4% de espectadores) /

### Episodio 4 : Asesinato en Rocamadour
- Reparto: Clémentine Célarié es la capitán Sophie Lacaze y Grégori Derangère es el capitán Alexandre Delcroix
- Director: Lionel Bailliu (2)
- Índices: 4 espectadores de millones / (16.8% de espectadores) /

### Episodio 5 : Asesinato en Rouen
- Reparto: Frédéric Diefenthal es el capitán Didier Mège e Isabel Otero es Éva Chêne
- Director: Christian Bonnet
- Ratings: 3.7 millions viewers / (16.9% of viewers) /[3]

## Temporada 2 (2015)

### Episodio 6: Asesinato en Guérande
- Reparto: Antoine Duléry es Vincent Becker & Claire Borotra es Marie Daguerre
- Director: Eric Duret (2)
- Índices: 4 espectadores de millones / (17% de espectadores) /

### Episodio 7: Asesinato en Isla d'Yeu
- Reparto: Anne Richard es Isabelle Bonnefoy & Bernard Yerlès es Nicolas Lemeur
- Director: François Guérin
- Índices: 3.9 espectadores de millones / (16.9% de espectadores) /

### Episodio 8 : Asesinato en Étretat
- Reparto: Adriana Karembeu es Karine Zenco & Bruno Madinier es Victor Ortega
- Director: Laurence Katrian
- Índices: 4.1 espectadores de millones / (17.9% de espectadores) /

### Episodio 9: Asesinato en Carcassonne
- Reparto: Rebecca Hampton es Angélique Demange & Bruno Wolkowitch es Raphaël Leprince
- Director: Julien Despaux
- Índices: 4.2 espectadores de millones / (18.6% de espectadores) /

### Episodio 10: Asesinato en Mont Ventoux
- Reparto: Ingrid Chauvin es Alex Mejean & Thomas Jouannet es Marc Messac
- Director: Thierry Peythieu
- Índices: 4.3 espectadores de millones / (19.9% de espectadores) /

## Temporada 3 (2015-16)

### Episodio 11: Asesinato en Collioure
- Reparto: Helena Noguerra es Alice Castel & Stéphane Freiss es Pascal Loube
- Director: Bruno Garcia
- Índices: 4.3 espectadores de millones / (19.3% de espectadores) /

### Episodio 12 : Asesinato en La Rochelle
- Reparto: Dounia Coesens es Justine Balmont & Philippe Caroit es Raphaël Weiss
- Director: Étienne Dhaene
- Índices: 4.2 espectadores de millones / (18.4% de espectadores) / Rango : 2

### Episodio 13 : Asesinato en Bourgogne
- Reparto: Cristiana Reali es Mylène Deville & Franck Sémonin es Frédéric Tessier
- Director: Jérôme Navarro
- Índices: 3.8 espectadores de millones / (17.1% de espectadores) / Rango : 2

### Episodio 14 : Asesinato en Aviñón
- Reparto: Catherine Jacob es Laurence Ravel & Lætitia Milot es Julie Ravel
- Director: Stéphane Kappes
- Índices: 4.3 espectadores de millones / (18.3% de espectadores) / Rango : 2

### Episodio 15: Asesinato en Isla de Ré
- Reparto: Lucie Lucas es Margaux Pelletier & Bruno Salomone es Vincent Pelletier
- Director: François Basset & Jules Maillard
- Ratings: 4.5 millions viewers / (20% of viewers) / Rank : 2[4]

### Episodio 16 : Asesinato en Lago Léman
- Reparto: Corinne Touzet es Sandrine Zermatten & Jean-Yves Berteloot es Louis Jolly
- Director: Jean-Marc Rudnicki
- Índices: 4.3 espectadores de millones / (20% de espectadores) / Rango : 2

### Episodio 17: Asesinato en La Ciotat
- Reparto: Philippe Bas es Batti Vergniot & Élodie Varlet es Anne Sauvaire
- Director: Dominique Ladoge
- Índices: 3.5 espectadores de millones / (17.4% de espectadores) / Rango : 2

## Temporada 4 (2017)

### Episodio 18 : Asesinato en Dunkerque
- Reparto: Charlotte de Turckheim es Janie Roussel & Lannick Gautry es Eric Dampierre
- Director: Marwen Abdallah
- Ratings: 4.8 millions viewers / (21.8% of viewers) / Rank : 1[5]

### Episodio 19 : Asesinato en Martinica
- Reparto: Olivier Marchal es Paul Ventura & Sara Martins es Léna Valrose
- Director: Philippe Niang
- Índices: 4.2 espectadores de millones / (17.8% de espectadores) / Rango : 2

### Episodio 20: Asesinato en Grasse
- Reparto: Lorie es Sophie Mournel & Annie Grégorio es Marianne Dusseyre
- Director: Karim Ouaret
- Índices: 3.7 espectadores de millones / (17.8% de espectadores) / Rango : 2

### Episodio 21: Asesinato en Aix-en-Provence
- Reparto: Astrid Veillon es Anne Giudicelli & Isabelle Vitari es Pauline Dorval
- Director: Claude-Michel Roma
- Índices: 4.1 espectadores de millones / (18.2% de espectadores) / Rango : 3

### Episodio 22: Asesinato en Estrasburgo
- Reparto: Olivier Sitruk es Maxime Keller & Hélène de Fougerolles es Katel Leguennec
- Director: Laurence Katrian (2)
- Índices: 3.7 espectadores de millones / (19.1% de espectadores) / Rango : 2

### Episodio 23: Asesinato en Auvergne
- Reparto: Frédéric Diefenthal es Bruno Romagnat & Sofia Essaïdi es Aurélie Lefaivre
- Director: Thierry Binisti
- Índices

### Episodio 24 : Asesinato en Las Landas
- Reparto: Xavier Deluc es Walter Beaumont & Barbara Cabrita es Isabelle Hirigoyen
- Director: Jean-Marc Thérin
- Índices

### Episodio 25: Asesinato en Sarlat
- Reparto: Thierry Godard es Éric Pavin & Cécile Bois es Claire Dalmas
- Director: Delphine Lemoine
- Índices